# Townsendiella pulchra
Townsendiella pulchra là một loài Hymenoptera trong họ Apidae. Loài này được Crawford mô tả khoa học năm 1916.